# Armorial des communes de la Manche
- il comporte peu ou pas de sources.
- il reste des blasons à dessiner dans cet armorial.

Blason historique de la Normandie. 
De gueules à deux léopards d'or.
 Le département de la Manche n'a pas de blason, et utilise un logo.
 Proposition de Robert Louis, non retenue : 
parti ondé d’azur et de gueules aux deux léopards d’or armés et lampassés d'azur brochant sur le tout.
Cette page donne les armoiries (figures et blasonnements) des communes de la Manche.
- Haut – A
- B
- C
- D
- E
- F
- G
- H
- I
- J
- K
- L
- M
- N
- O
- P
- Q
- R
- S
- T
- U
- V
- W
- X
- Y
- Z

8 dessin(s) en attente (voir : CLMMMQRS)

## Communes sans blason
Les communes suivantes n'ont pas de blason officiel:
Amfreville, Aumeville-Lestre, Boutteville, Brucheville, Carquebut, Colomby, Couville, Crosville-sur-Douve, Fierville-les-Mines, Flottemanville-Bocage, Gatteville-le-Phare, Gonneville, Gourbesville, Gréville-Hague, Helleville, Hémevez, Huberville, Jobourg, Martinvast, Le Mesnil, Négreville, Neuville-au-Plain, Omonville-la-Rogue, Quinéville, Rauville-la-Bigot, Rauville-la-Place, Ravenoville, Le Rozel, Saint-Germain-de-Varreville, Saint-Germain-des-Vaux, Saint-Jacques-de-Néhou, Saint-Martin-d'Audouville, Surville, Tocqueville, Vasteville, Vauville, Yvetot-Bocage. (liste non exhaustive)

## A
| Blason de Agon-Coutainville | Blason  | Écartelé : au premier et au quatrième de gueules aux trois léopards d'or rangés en barre, au deuxième coupé ondé au I d'azur plain et au II burelé ondé d'argent et d'azur de douze pièces, à la voile latine aussi d'argent brochante, accompagnée de deux mouettes en chevron renversé du même rangées en bande en chef à senestre, au troisième de sinople à la tête de cheval contournée, senestrée d'un club de golf en barre soutenu d'une balle et surmontée d'une raquette de tennis en bande soutenue d'une balle à dextre, le tout d'argent. |
| Blason de Agon-Coutainville | Détails | Le statut officiel du blason reste à déterminer. |

| Blason de Amfreville | Blason  | D'azur au chevron d'or, accompagné en chef de deux étoiles d'argent, et en pointe d'un croissant du même. |
| Blason de Amfreville | Détails | non officiel                                                                                              |

| Blason de Anneville-en-Saire | Blason  | D'hermine à la fasce de gueules engrêlée en chef. |
| Blason de Anneville-en-Saire | Détails | Ce blason est emprunté aux armoiries d'une branche de la famille d'Anneville (éteinte), anciens seigneurs d'Anneville. La branche aînée des seigneurs de Chiffrevast à Tamerville portait une fasce simple. Le statut officiel du blason reste à déterminer. |

| Blason de Auderville | Blason  | D'argent à la fasce de gueules chargée de deux léopards l'un sur l'autre accostés de deux fermaux, le tout d'or, accompagnée, en chef, d'une fleur de lys accostée de deux étoiles, et en pointe, du phare du lieu accosté de deux mouchetures d'hermine, tous de sable, le phare ajouré du champ et allumé d'or. |
| Blason de Auderville | Détails | Blason inspiré de celui de la famille de Couvert (éteinte), anciens seigneurs d'Auderville, qui portait : d'hermine à la fasce de gueules chargée de 3 boucles d'or (blason sculpté au chevet de l'église). Le statut officiel du blason reste à déterminer.                                                      |

| Blason de Aumeville-Lestre | Blason  | Écartelé : au premier et au quatrième de sable à l'aigle d'argent semée de croissants du champ, portant sur l'estomac une croisette haussée du même, au deuxième et au troisième d'or au laurier arraché de sinople, au chef de gueules. |
| Blason de Aumeville-Lestre | Détails | non officiel |

| Blason de Avranches | Blason  | D'azur à deux tours rondes jointes par un entre-mur, ouvertes, ajourées et maçonnées de sable, surmontées d'un dauphin versé d'argent accosté de deux croissants du même et accompagnées de trois fleurs de lis d'or, une en chef et deux aux flancs. |
| Blason de Avranches | Détails | Blason officiel. Lettres patentes de 1817. Recherche et étude faite par Denis Joulain. |

Pas d'information pour les communes suivantes : Acqueville (Manche), Agneaux, Airel, Amigny, Ancteville, Anctoville-sur-Boscq, Angey, Angoville-au-Plain, Anneville-sur-Mer, Annoville, Appeville, Argouges, Aucey-la-Plaine, Audouville-la-Hubert, Auvers (Manche), Auxais, Azeville
- Haut – A
- B
- C
- D
- E
- F
- G
- H
- I
- J
- K
- L
- M
- N
- O
- P
- Q
- R
- S
- T
- U
- V
- W
- X
- Y
- Z

## B
| Blason de Barfleur | Blason  | De gueules au bar d'argent en pal surmonté d'une fleur de lis d'or, |
| Blason de Barfleur | Détails | Armes parlantes. type "rébus"= bar + fleur (mais Barfleur est d'origine scandinave : Barbefloth, petit fleuve de Barba). Le statut officiel du blason reste à déterminer. |

| Blason de Barneville-Carteret | Blason  | De gueules à une tour d'argent maçonnée de sable, surmontée de quatre fusées accolées du même. |
| Blason de Barneville-Carteret | Détails | Ce blason est inspiré des armoiries de la famille de Carteret (subsistante à Jersey), seigneurs de Carteret jusqu'en 1204 (voir l'image). La tour représente quant à elle le clocher fortifié de l'église de Barneville. Le statut officiel du blason reste à déterminer. |

| Blason de Baudre | Blason  | D'argent au croissant de gueules, accompagné de six merlettes du même, posées trois en chef et trois en pointe, 2 et 1.                                                                   |
| Blason de Baudre | Détails | Ce blason est emprunté aux armoiries de la famille de Baudre (éteinte), seigneurs de Saint-Ouen-de-Baudre (ancien nom de cette commune). Le statut officiel du blason reste à déterminer. |

| Blason de Beaumont-Hague | Blason  | D'azur au chevron d'argent chargé de trois merlettes du champ, celles en pointe affrontées, et accompagné de trois trèfles d'or.           |
| Blason de Beaumont-Hague | Détails | Ce blason est emprunté aux armoiries de la famille Jallot, anciens seigneurs de Beaumont. Le statut officiel du blason reste à déterminer. |

| Blason de Belval | Blason  | D'argent à la rose de gueules boutonnée d'or, pointée, tigée et feuillée de sinople, chaussé du même. |
| Blason de Belval | Détails | Le statut officiel du blason reste à déterminer.                                                      |

| Blason de Brécey | Blason  | D'hermine au lion de gueules . |
| Blason de Brécey | Détails | Ce blason est emprunté aux armoiries de la famille de Brécey, anciens seigneurs de Brécey jusqu'au XVe siècle. Le statut officiel du blason reste à déterminer. |

| Blason de Bréhal | Blason  | Coupé : au premier de gueules au léopard d'or accompagné de huit fleurs de lis du même, quatre rangées en chef et quatre rangées en pointe, au second d'azur aux trois coquilles d'or. |
| Blason de Bréhal | Détails | Le statut officiel du blason reste à déterminer. |

| Blason de Breuville | Blason  | Écartelé : au 1er de gueules à deux léopards d'or armés et lampassés d'azur l'un au-dessus de l'autre, au 2e d'azur à un chêne au naturel et englanté d'or, au 3e d'azur à un bidon de lait d'argent chargé d'un bandeau d'or posé en barre, au 4e de gueules à une rosace du champ, cerclée d'or, bordée intérieurement de vingt-trois demi-besants d'or cerclés d'argent, et chargée en cœur d'un besant d'or entouré de six trilobes (tiercefeuilles) alternativement d'argent et d'azur, ces derniers, renversés. |
| Blason de Breuville | Détails | Adopté en juin 2021. |

| Blason de Bricquebec | Blason  | D'or au lion de sinople, armé et lampassé de gueules, couronné d'argent. |
| Blason de Bricquebec | Détails | Ce blason est emprunté aux armoiries de la famille Bertran (éteinte), anciens seigneurs de Bricquebec, Hambye et Fontenay-le-Pesnel. Le statut officiel du blason reste à déterminer. |

| Blason de Bricqueville-sur-Mer | Blason  | Palé d'or et de gueules, à une plaine d'azur chargée de trois ondes d'argent ; au chef de gueules chargé d'un léopard d'or, armé et lampassé d'azur. |
| Blason de Bricqueville-sur-Mer | Détails | Le statut officiel du blason reste à déterminer. |

| Blason de Brillevast | Blason  | De gueules à l'épée d'argent renversée posée en barre supportant un manteau d'or, accompagnée en chef à dextre de deux léopards d'or armés et lampassés d'azur, l'un au-dessus de l'autre. * Terme héraldique utilisé fautivement ( "supportant" signifie placé en dessous, alors qu'ici c'est simplement "portant" ou "sur laquelle est posé"). |
| Blason de Brillevast | Détails | Le statut officiel du blason reste à déterminer. |

Pas d'information pour les communes suivantes : Bacilly, La Baleine, Barenton, La Barre-de-Semilly, Baubigny (Manche), Baudreville (Manche), Baupte, La Bazoge (Manche), Beauchamps (Manche), Beaucoudray, Beauficel, Beauvoir (Manche), Bellefontaine (Manche), Benoîtville, Bérigny, Beslon, Besneville, Beuvrigny, Beuzeville-au-Plain, Beuzeville-la-Bastille, Biéville, Biniville, Bion (Manche), Biville (Manche), Blainville-sur-Mer, Blosville, La Bloutière, Boisroger, Boisyvon, Bolleville (Manche), La Bonneville, Bourguenolles, Braffais, Brainville (Manche), Branville-Hague, Brectouville, Bretteville (Manche), Bretteville-sur-Ay, Brévands, Bréville-sur-Mer, Bricquebosq, Bricqueville-la-Blouette, Brix, Brouains, Buais

- Haut – A
- B
- C
- D
- E
- F
- G
- H
- I
- J
- K
- L
- M
- N
- O
- P
- Q
- R
- S
- T
- U
- V
- W
- X
- Y
- Z

## C
| Blason de Canisy | Blason  | Vairé d'or et de gueules à la bande d'azur chargée d'un fer de moulin aussi d'or accosté de deux broyes du même.                                                                                      |
| Blason de Canisy | Détails | Le vairé d'or et de gueules est emprunté aux armoiries de la famille de Kergorlay, anciens seigneurs de Canisy, et propriétaire actuelle du château. Le statut officiel du blason reste à déterminer. |

| Blason de Carentan | Blason  | D'argent à l'aigle éployée de gueules, accostée de neuf billettes de même, 4, 2, 2 et 1 ; au chef d'azur chargé de trois fleurs de lys d'or |
| Blason de Carentan | Détails | Armorial général de France, 1696. |

| Blason à dessiner | Blason  | Taillé d'azur et de sinople, à la cotice en barre d'argent brochant sur la partition, à cinq fers à cheval d'argent ordonnés 3 et 2, brochant sur le tout. |
| Blason à dessiner | Détails | Le statut officiel du blason reste à déterminer. |
| Blason à dessiner | Alias   | D'azur à une nef équipée et habillée d'argent voguant sur des ondes du même mouvant de la pointe, au chef de gueules chargé d'un léopard d'or. Blason de l'ancienne commune : Carolles a été fusionnée avec Jullouville avant de retrouver son statut communal en 1999. |

| Blason de Céaux | Blason  | Coupé : au 1er parti au I de sinople à la silhouette du Mont-Saint-Michel d'argent en chef accompagné en pointe de trois agneaux d'argent, la tête et les membres de sable, celui de la pointe plus grand que les deux autres, au II d'or à une plante de salicorne de trois brins de sinople soutenue d'un triangle ondoyant mouvant du trait de partition et s'étirant en fasce jusqu'au bord senestre, au 2d de gueules à deux léopards d'or (armés et lampassés d'azur), l'un au-dessus de l'autre. |
| Blason de Céaux | Détails | Création Jean-François Binon, adoptée le 15 octobre 2020. |

| Blason de Cerisy-la-Salle | Blason  | De sinople à la bande d'argent accostée de deux cotices du même, accompagnée, en chef, d'un lion léopardé d'or.                                                                       |
| Blason de Cerisy-la-Salle | Détails | Ce blason est emprunté aux armoiries de la famille Richier de Cerisy (éteinte), anciens seigneurs de Cerisy du XVe eu XVIIIe siècle. Le statut officiel du blason reste à déterminer. |

| Blason de Chef-du-Pont | Blason  | De gueules à la fleur de lis d'or surmontée de deux léopards du même, armés et lampassés d'azur et soutenue d'un pont droit de trois arches d'or maçonné de sable sur une rivière d'azur mouvant de la pointe . |
| Blason de Chef-du-Pont | Détails | Le statut officiel du blason reste à déterminer. |

| Blason de Chefresne (Le) | Blason  | Parti : au premier d'argent au frêne de sinople, au second d'azur à la croix huguenote d'or ; le tout sommé d'un chef de gueules chargé d'un léopard d'or armé et lampassé d'azur. |
| Blason de Chefresne (Le) | Détails | Armes parlantes. Le statut officiel du blason reste à déterminer. |

| Blason de Cherbourg-Octeville | Blason  | D'azur à la fasce d'argent chargée de trois étoiles de six rais de sable, accompagnée de trois besants d'or.                                                                                          |
| Blason de Cherbourg-Octeville | Détails | Ce blason est emprunté aux armoiries de la ville de Cherbourg (réunie à Octeville), existant déjà au XVIIe siècle (Armorial général de France, 1696) Le statut officiel du blason reste à déterminer. |

| Blason de Condé-sur-Vire | Blason  | De sinople à la rivière en bande ondée, accompagnée, en chef, d'un bœuf furieux et, en pointe, d'une cane à lait, le tout en ombre au trait d'argent. |
| Blason de Condé-sur-Vire | Détails | Le statut officiel du blason reste à déterminer. |

| Blason de Coutances | Blason  | D'azur à trois colonnes d'argent rangées en fasce, au chef cousu de gueules chargé d'un léopard d'or, armé et lampassé d'azur.                                                              |
| Blason de Coutances | Détails | * Ces armes emploient le terme « cousu » dans le seul but de contrevenir à la règle de contrariété des couleurs : elles sont fautives : gueules sur azur. Armorial général de France, 1696. |

| Blason de Couville | Blason  | D'azur à la croix d'argent, chargée de cinq croissants de gueules et cantonnée de quatre cygnes d'argent. |
| Blason de Couville | Détails | Le statut officiel du blason reste à déterminer.                                                          |

| Blason de Crasville | Blason  | De gueules à une aigle d'argent surmontée de deux fleurs de lys d'or. |
| Blason de Crasville | Détails | Création de Christian Caen adoptée le 13 octobre 2020.                |

Pas d'information pour les communes suivantes : Cambernon, Cametours, Camprond, Canteloup, Canville-la-Rocque, Carantilly, Carnet, Carneville, Catteville, Catz, Cavigny, Cérences, Cerisy-la-Forêt, La Chaise-Baudouin, Les Chambres, Champcervon, Champcey, Champeaux, Champrepus, Les Champs-de-Losque, Chanteloup, La Chapelle-Cécelin, La Chapelle-en-Juger, La Chapelle-Urée, Chasseguey, Chaulieu, Chavoy, Chérencé-le-Héron, Chérencé-le-Roussel, Les Chéris, Chèvreville, Chevry, Clitourps, Coigny, La Colombe, Contrières, Cosqueville, Coudeville-sur-Mer, Coulouvray-Boisbenâtre, Courcy, Courtils, Couvains, Créances, Les Cresnays, Cretteville, La Croix-Avranchin, Crollon, Cuves

- Haut – A
- B
- C
- D
- E
- F
- G
- H
- I
- J
- K
- L
- M
- N
- O
- P
- Q
- R
- S
- T
- U
- V
- W
- X
- Y
- Z

## D
| Blason de Denneville | Blason  | D'azur à la fasce d'or accompagnée de trois roses d'argent. |
| Blason de Denneville | Détails | Ce blason est celui de la famille Eustace de Denneville (éteinte), anciens seigneurs puis propriétaires à Denneville. Le statut officiel du blason reste à déterminer. |

| Blason de Donville-les-Bains | Blason  | De gueules au cheval mariné d'or surmonté d'un soleil de huit rais droits du même. |
| Blason de Donville-les-Bains | Détails | Le statut officiel du blason reste à déterminer.                                   |

| Blason de Ducey | Blason  | Écartelé : au premier et au quatrième de gueules à trois coquilles d'or, au deuxième et au troisième d'azur à trois fleurs de lis d'or.                  |
| Blason de Ducey | Détails | Ce blason est emprunté aux armoiries de la famille de Montgomery (éteinte), anciens seigneurs de Ducey. Le statut officiel du blason reste à déterminer. |

| Blason de Ducey-Les Chéris | Blason  | Écartelé : aux 1er et 4e de gueules à trois coquilles d'or, aux 2e et 3e de gueules à trois fleurs de lys d'or. Devise / CriMarte non fortuna (« Par la force et non par le hasard ») |
| Blason de Ducey-Les Chéris | Détails | Armes de la famille de Montgomery, adopté par la commune déléguée de Ducey. Adopté le 27 juillet 1952.                                                                                |

Pas d'information pour les communes suivantes : Dangy, Le Dézert, Digosville, Digulleville, Domjean, Doville, Dragey-Ronthon

- Haut – A
- B
- C
- D
- E
- F
- G
- H
- I
- J
- K
- L
- M
- N
- O
- P
- Q
- R
- S
- T
- U
- V
- W
- X
- Y
- Z

## E
| Blason de Émondeville | Blason  | Parti : au 1er d’azur à la fasce d'argent chargée d'une coquille de gueules, au 2e de sinople à une rose des jardins d'or ; au chef de gueules chargé de deux léopards affrontés d'or armés et lampassés d'azur. |
| Blason de Émondeville | Détails | Adopté le 28 janvier 2022. |

| Blason de Équeurdreville-Hainneville | Blason  | Coupé : au premier parti, au I d'azur aux trois coquilles d'or rangées en bande et au II de gueules à la tour d'or, au second de gueules au pont de quatre arches d'or sur des ondes de sinople mouvant de la pointe. |
| Blason de Équeurdreville-Hainneville | Détails | Ce blason est emprunté en partie aux armoiries de l'ancienne abbaye Notre-Dame du Vœu de Cherbourg (en ruines), ancienne tenante de la seigneurie d'Équeurdreville. * Il y a là non-respect de la règle de contrariété des couleurs : ces armes sont fautives (sinople sur gueules). Le statut officiel du blason reste à déterminer. |

| Blason de Étang-Bertrand (L') | Blason  | Tiercé en pairle renversé : au 1re de gueules à trois léopards d'or, l'un au-dessus de l'autre, au 2e d'or à un lion de sinople couronné d'argent, au 3e d'azur à la burelle ondée abaissée d'argent et surmontée d'une colonne du même. |
| Blason de Étang-Bertrand (L') | Détails | Adopté en 2024. |

| Blason de Étienville | Blason  | De sable au sautoir d'or chargé d'un trèfle de sinople et cantonné, en chef et en pointe, d'une losange d'argent et, à dextre et à senestre, d'une merlette du même. |
| Blason de Étienville | Détails | Création de Denis Joulain, adoptée par délibération du conseil municipal en octobre 2008. Le statut officiel du blason reste à déterminer.                           |

Pas d'information pour les communes suivantes : Écausseville, Écoquenéauville, Éculleville, Équilly, Éroudeville
- Haut – A
- B
- C
- D
- E
- F
- G
- H
- I
- J
- K
- L
- M
- N
- O
- P
- Q
- R
- S
- T
- U
- V
- W
- X
- Y
- Z

## F
| Blason de Flamanville | Blason  | Coupé d'azur à trois burelles d'argent sommées d'un lion passant de même (qui est Bazan), et de gueules aux trois maisons d'or (qui est Sesmaisons). |
| Blason de Flamanville | Détails | Ce blason est composé de ceux des familles Basan de Flamanville (éteinte), anciens seigneurs de Flamanville, et de Sesmaisons (subsistante), d'après un fronton sculpté du XIXe siècle au château de Flamanville. Le statut officiel du blason reste à déterminer. |

Pas d'information pour les communes suivantes : Fermanville, Ferrières (Manche), Fervaches, Feugères, La Feuillie (Manche), Fleury (Manche), Flottemanville-Hague, Flottemanville, Folligny, Fontenay (Manche), Fontenay-sur-Mer, Foucarville, Fourneaux (Manche), Le Fresne-Poret, Fresville

- Haut – A
- B
- C
- D
- E
- F
- G
- H
- I
- J
- K
- L
- M
- N
- O
- P
- Q
- R
- S
- T
- U
- V
- W
- X
- Y
- Z

## G
| Blason de Gathemo | Blason  | Coupé: au 1 de gueules au léopard d'or armé et lampassé d'azur, au 2 de sinople à une quenouille d'or accostée de deux faucilles affrontées d'argent et emmanchées d'or; et, brochant sur la partition, à la fasce ondée d'argent chargée d'une fasce ondée d'azur, sur chargée d'une aigle d'argent, becquée et membrée d'or volant de face. |
| Blason de Gathemo | Détails | Créé par JF Binon. Site Internet de la commune, 2024. |

| Blason de Genêts | Blason  | D'azur au croissant d'argent surmonté d'une étoile de huit rais d'or. |
| Blason de Genêts | Détails | Le statut officiel du blason reste à déterminer.                      |

| Blason de Ger | Blason  | Écartelé : au 1er de gueules à deux léopards d'or armés et lampassés d'azur l'un au-dessus l'autre, au 2e d'or à un pommier arraché au naturel fruité de gueules, au 3e d'or à une poterie au naturel, l'anse à senestre ; au 4e de gueules à un sabot contourné d'or posé en bande et à un clou de sable brochant en barre. |
| Blason de Ger | Détails | Adopté en 2010. |

| Blason de Glacerie (La) | Blason  | D'azur au chevron d'argent chargé en chef d'une rose de gueules, surmonté d'une fleur de lys d'or accostée de deux miroirs d'argent bordés d'or, et accompagné en pointe d'une trangle aussi de gueules sommée d'un clocher d'argent. |
| Blason de Glacerie (La) | Détails | * Il y a là non-respect de la règle de contrariété des couleurs : ces armes sont fautives. Le statut officiel du blason reste à déterminer.                                                                                           |

| Blason de Gouville-sur-Mer | Blason  | Parti : au premier de sinople aux trois coqs d'or démembrés en girouette, crêtés et barbés de gueules, rangés en pal, le deuxième contourné, au second d'azur à la tour de phare d'argent sommée d'un feu rayonnant d'or, ajourée et maçonnée de sable, posée sur un rocher aussi d'argent issant d'une onde alésée du même. |
| Blason de Gouville-sur-Mer | Détails | Le statut officiel du blason reste à déterminer. |

| Blason de Granville | Blason  | D'azur à un dextrochère armé d'or mouvant d'une nuée du même et tenant une épée d'argent garnie d'or, surmonté d'un soleil du même. |
| Blason de Granville | Détails | Le statut officiel du blason reste à déterminer.                                                                                    |

| Blason de Gratot | Blason  | Tiercé en pairle renversé : au 1er de gueules à deux léopards d'or, armés et lampassés d'azur, l'un au-dessus de l'autre, au 2e d'or à trois quintefeuilles de gueules, au 3e de sinople à une tour masurée d'argent, maçonnée de sable et ouverte du champ. |
| Blason de Gratot | Détails | Créé par JF Binon. Adopté le 1er avril 2019. |

| Blason de Grosville | Blason  | Coupé : au premier d'azur au croissant d'or accosté de deux tours d'argent ouvertes et ajourées du champ, maçonnées de sable, le tout surmonté de trois étoiles aussi d'or rangées en chef, au second parti au I d'argent à l'aigle de sable becquée et membrée d'or et au II d'azur aux trois fasces haussées d'argent, au chevron de gueules brochant, le tout soutenu d'une rose aussi d'argent. |
| Blason de Grosville | Détails | Le statut officiel du blason reste à déterminer. |

Pas d'information pour les communes suivantes : Gavray, Geffosses, Giéville, Glatigny (Manche), La Godefroy, La Gohannière, Golleville, Gonfreville, Gorges (Manche), Gouberville, Gourfaleur, Gouvets, Graignes-Mesnil-Angot, Le Grand-Celland, Grimesnil, Guéhébert, Guilberville, Le Guislain

- Haut – A
- B
- C
- D
- E
- F
- G
- H
- I
- J
- K
- L
- M
- N
- O
- P
- Q
- R
- S
- T
- U
- V
- W
- X
- Y
- Z

## H
| Blason de Hambye | Blason  | D'or aux deux fasces d'azur, accompagnées de dix merlettes de gueules ordonnées en orle. |
| Blason de Hambye | Détails | Ce blason est emprunté aux armoiries de la famille Paynel ou Painel (éteinte), anciens seigneurs de la Haye-Pesnel et la baronnie de Hambye. Conflit héraldique : le blasonnement annonce dix merlettes ; le dessin n'en fait voir que neuf. Le statut officiel du blason reste à déterminer. |

| Blason de Haye-du-Puits (La) | Blason  | De gueules à l'aigle d'argent. |
| Blason de Haye-du-Puits (La) | Détails | Ce blason est emprunté aux armoiries de la famille de Magneville (éteinte), anciens seigneurs de la baronnie de la Haye-du-Puits. Le statut officiel du blason reste à déterminer. |

| Blason de Haye-Pesnel (La) | Blason  | D'or aux deux fasces d'azur, accompagnées de dix merlettes de gueules ordonnées en orle./ref> |
| Blason de Haye-Pesnel (La) | Détails | Ce blason est emprunté aux armoiries de la famille Paynel ou Painel (éteinte), anciens seigneurs de la Haye-Pesnel et la baronnie de Hambye. Conflit héraldique : le blasonnement annonce dix merlettes ; le dessin n'en fait voir que neuf. Le statut officiel du blason reste à déterminer. |

| Blason de Houesville | Blason  | D'azur à trois pommes d'or tigées et feuillées du même, au chef cousu de gueules à deux léopards affrontés d'or, armés et lampassés d'azur. |
| Blason de Houesville | Détails | Ce blason est emprunté aux armoiries de la famille Le Sauvage, anciens seigneurs d'Houesville et de Caudard. * Ces armes emploient le terme « cousu » dans le seul but de contrevenir à la règle de contrariété des couleurs : elles sont fautives : gueules sur azur. Le statut officiel du blason reste à déterminer. |

| Blason de Houtteville | Blason  | Coupé de sable et d'or. |
| Blason de Houtteville | Détails | Ce blason est emprunté aux armoiries de la famille de Houtteville (éteinte), seigneurs de la Motte. Le statut officiel du blason reste à déterminer. |

| Blason de Huberville | Blason  | Parti : au 1er d'azur à la croix de calvaire d'argent perronnée de trois degrés d'or, accostée de deux fleurs de lis du même et au léopard d'or brochant au sommet de la colonne sous la croix, au 2e de gueules à la tour hexagonale du lieu d'or et au chef d'azur chargé de trois étoiles d'argent, celle du milieu plus grande. |
| Blason de Huberville | Détails | * Il y a là non-respect de la règle de contrariété des couleurs : ces armes sont fautives (gueules sur azur). non officiel |

Pas d'information pour les communes suivantes : Le Ham (Manche), Hamelin (Manche), Hardinvast, Hauteville-la-Guichard, Hauteville-sur-Mer, Hautteville-Bocage, La Haye-Bellefond, La Haye-d'Ectot, Héauville, Hébécrevon, Hérenguerville, Herqueville (Manche), Heugueville-sur-Sienne, Heussé, Hiesville, Hocquigny, Hudimesnil, Huisnes-sur-Mer, Husson, Hyenville

- Haut – A
- B
- C
- D
- E
- F
- G
- H
- I
- J
- K
- L
- M
- N
- O
- P
- Q
- R
- S
- T
- U
- V
- W
- X
- Y
- Z

## I
Pas d'information pour les communes suivantes : Isigny-le-Buat

## J
| Blason de Jullouville | Blason  | D'argent à trois canettes de sable, becquées et membrées d'or. |
| Blason de Jullouville | Détails | Le statut officiel du blason reste à déterminer.               |

| Blason de Juvigny-le-Tertre | Blason  | Écartelé : au premier d'argent à trois besants d'or, au deuxième et au troisième d'argent à la croix ancrée d'azur, au quatrième d'argent à un besant d'or. |
| Blason de Juvigny-le-Tertre | Détails | * Il y a là non-respect de la règle de contrariété des couleurs : ces armes sont fautives (or sur argent). Le statut officiel du blason reste à déterminer. |

Pas d'information pour les communes suivantes : Joganville, Juilley
- Haut – A
- B
- C
- D
- E
- F
- G
- H
- I
- J
- K
- L
- M
- N
- O
- P
- Q
- R
- S
- T
- U
- V
- W
- X
- Y
- Z

## L
| Blason de Lapenty | Blason  | D'azur à la tour d'argent. |
| Blason de Lapenty | Détails | Conflit héraldique : le blasonnement n'indique pas que la tour apparait maçonnée de sable. Le statut officiel du blason reste à déterminer. |

| Blason de Lessay | Blason  | De sable à l'essette contournée d'or.            |
| Blason de Lessay | Détails | Le statut officiel du blason reste à déterminer. |

| Blason à dessiner | Blason  | Tranché d'azur à trois fleurs de lis d'or et de sable à trois coquilles d'or mal ordonnnées, à la cotice componée de gueules et d'argent brochant sur la partition; au chef de gueules chargé d'un léopard d'or brochant sur la cotice et à la champagne de sinople chargée d'une mer ondée de quatre pièces d'argent et d'azur brochant aussi sur la cotice |
| Blason à dessiner | Détails | Création Lucien Ledanois.. Le statut officiel du blason reste à déterminer. |

| Blason de Lolif | Blason  | De sinople au chevron ondé d'argent accompagné en chef de deux pommes feuillées d'or et en pointe d'une harpe du même. |
| Blason de Lolif | Détails | Le statut officiel du blason reste à déterminer.                                                                       |

Pas d'information pour les communes suivantes : Lamberville (Manche), La Lande-d'Airou, Laulne, Lengronne, Lestre, Liesville-sur-Douve, Lieusaint (Manche), Lingeard, Lithaire, Les Loges-Marchis, Les Loges-sur-Brécey, Longueville (Manche), Le Loreur, Le Lorey, Lozon, La Lucerne-d'Outremer, Le Luot, La Luzerne

- Haut – A
- B
- C
- D
- E
- F
- G
- H
- I
- J
- K
- L
- M
- N
- O
- P
- Q
- R
- S
- T
- U
- V
- W
- X
- Y
- Z

## M
| Blason de Magneville | Blason  | Parti de gueules et de sable, à l'aigle bicéphale d'argent becquée et membrée d'or brochante. |
| Blason de Magneville | Détails | Le statut officiel du blason reste à déterminer.                                              |

| Blason de Marchésieux | Blason  | Écartelé : aux 1er et 4e de sable à un pommier d'or, aux 2e et 3e d'or à une couleuvre d'azur ondoyante en pal. |
| Blason de Marchésieux | Détails | Figurait sur un bulletin paroissial de mars 1911, modifié et adopté en novembre 2016.                           |

| Blason de Marigny | Blason  | D'azur au chevron d'or, accompagné de deux roses en chef et d'un lion en pointe, le tout d'or. |
| Blason de Marigny | Détails | Le statut officiel du blason reste à déterminer.                                               |

| Blason de Meauffe (La) | Blason  | De sinople à la fasce ondée d'argent accompagnée, en chef, de deux fleurs de lys d'or et, en pointe, d'un saumon aussi d'argent. |
| Blason de Meauffe (La) | Détails | Le statut officiel du blason reste à déterminer.                                                                                 |

| Blason de Mesnil (Le) | Blason  | D'azur au chevron d'argent accompagné en chef de deux étoiles d'or et en pointe d'un croissant du même. |
| Blason de Mesnil (Le) | Détails | Armes de la famille de Beaudrap. Présent sur le site Internet de la commune.                            |

| Blason de Mesnil-Adelée (Le) | Blason  | D'argent à trois chevrons de gueules.            |
| Blason de Mesnil-Adelée (Le) | Détails | Le statut officiel du blason reste à déterminer. |

| Blason de Mesnil-Aubert (Le) | Blason  | Écartelé : au 1er d'argent à trois mouchetures d'hermine de sable mal ordonnées, au 2e de sinople à une clé d'or en fasce, le panneton en bas à senestre, au 3e d'or à un pigeon au naturel, au 4e fascé de sable et d'argent, une fleur de lys d'or brochante ; à une flèche de gueules versée en pal brochant sur la partition ; le tout au chef parti ondé d'azur et de gueules, à un léopard d'or, armé et lampassé d'azur brochant. |
| Blason de Mesnil-Aubert (Le) | Détails | Adopté. |

| Blason de Mesnilbus (Le) | Blason  | D'azur au chevron abaissé accompagné de trois étoiles rangées en chef et d'un fer de lance en pointe, le tout d'or.                    |
| Blason de Mesnilbus (Le) | Détails | Ce blason est emprunté aux armoiries de la famille Hellouin de Ménibus (subsistante). Le statut officiel du blason reste à déterminer. |

| Blason de Mesnil-Villeman (Le) | Blason  | Parti : au 1er d'azur à la rose d'or, au 2e d'argent à deux clés de sable passées en sautoir; le tout sommé d'un chef de gueules chargé d'un léopard d'or armé et lampassé d'azur. |
| Blason de Mesnil-Villeman (Le) | Détails | Le statut officiel du blason reste à déterminer. |

| Blason à dessiner | Blason  | D'azur à la cotice ondée d'argent accompagnée en chef de l'église du lieu adextrée d'un clocher et en pointe de trois moulins à vent rangés en bande, le tout d'or ouvert et maçonné de sable ; le tout enfermé dans une filière de gueules. |
| Blason à dessiner | Détails | Le statut officiel du blason reste à déterminer. |

| Blason de Mont-Saint-Michel (Le) | Blason  | D'azur aux deux fasces ondées de sinople et brochant sur le tout, à deux saumons d'argent posés en barre, rangés en pal, celui du chef contourné.              |
| Blason de Mont-Saint-Michel (Le) | Détails | * Il y a là non-respect de la règle de contrariété des couleurs : ces armes sont fautives (sinople sur azur). Le statut officiel du blason reste à déterminer. |

| Blason de Montchaton | Blason  | Taillé : au premier de sinople au saumon contourné bondissant d'argent, au second de sable au casque romain d'argent crêté de gueules taré de demi-profil ; le tout sommé d'un chef de gueules chargé d'une croisette ancrée d'argent. |
| Blason de Montchaton | Détails | * Il y a là non-respect de la règle de contrariété des couleurs : ces armes sont fautives (gueules sur sinople). Le statut officiel du blason reste à déterminer.                                                                      |

| Blason de Montebourg | Blason  | De gueules à la croix ancrée d'or.               |
| Blason de Montebourg | Détails | Le statut officiel du blason reste à déterminer. |

| Blason à dessiner | Blason  | D'azur au clocher de l'église du lieu au naturel à dextre senestré d'une mer du champ, le tout sur une terrasse de sinople plantée d'une rangée de pommiers du même fruités de gueules brochant en décroissant à senestre, au navire au naturel habillé d'argent voguant sur ladite mer, surmonté d'un soleil en besant d'or, au chef cousu de gueules chargé de deux léopards d'or rangés en fasce. |
| Blason à dessiner | Détails | Le statut officiel du blason reste à déterminer. |

| Blason de Montpinchon | Blason  | D'or au mont de sinople chargé de deux clefs d'argent passées en sautoir et sommé de trois pins de sable surmontés de trois annelets de gueules rangés en chef. |
| Blason de Montpinchon | Détails | Armes parlantes. type rébus mont+pin ; les trois annelets ajoutés en chef empruntés au blason de la famille Caillebot de La Salle, anciens seigneurs de Montpinchon et de Cerisy (de gueules à 6 annelets d'or 3, 2, 1). Le statut officiel du blason reste à déterminer. |

| Blason de Montreuil-sur-Lozon | Blason  | Tiercé en pairle renversé: au 1 de gueules à deux léopards d'or armés et lampassés d'azur l'un au-dessus de l'autre; au 2 de sinople à une rose des jardins tigée et feuillée d'argent; au 3 d'argent à trois fasces ondées d'azur et sur lesquelles broche un dessin de l'église du lieu, au naturel essorée de sable, en perspective dans le sens de la bande. |
| Blason de Montreuil-sur-Lozon | Détails | Créé par JF Binon. Sur Facebook de la commune, 2023. |

| Blason de Mortain | Blason  | D'azur semé de fleurs de lys d'or à la bande componée d'argent et de gueules brochante . |
| Blason de Mortain | Détails | Ce blason est emprunté aux armoiries de la famille d'Évreux-Navarre (éteinte, branche des Capétiens), anciens comtes de Mortain et d'Évreux et rois de Navarre. Le statut officiel du blason reste à déterminer. |

| Blason de Mouche (La) | Blason  | D'azur à trois mains dextres d'argent, au chef de gueules chargé de deux crosses épiscopales d'or posées en sautoir. |
| Blason de Mouche (La) | Détails | Ce blason est inspiré de celui de la famille de La Mouche (éteinte), auquel est ajouté le chef et les crosses. * Il y a là non-respect de la règle de contrariété des couleurs : ces armes sont fautives (gueules sur azur). Le statut officiel du blason reste à déterminer. |

| Blason de Moyon Villages | Blason  | D'or à la croix dentelée de sable.               |
| Blason de Moyon Villages | Détails | Le statut officiel du blason reste à déterminer. |

| Blason de Muneville-sur-Mer | Blason  | D'or à deux burelles abaissées d'azur, à une église du même, ouverte et ajourée de sable mise en perspective, posée brochante sur le haut de la première burelle, adextrée de trois croix latines de sable celle du centre plus haute, mouvant de cette burelle, et accompagnée en chef dextre d'un avion du même en piqué et posé en barre, la seconde burelle chargée de deux léopards d'or armés et lampassés d'azur, à quatre merlettes de gueules trois rangées en fasce entre les burelles et une en pointe. |
| Blason de Muneville-sur-Mer | Détails | Ces armoiries sont inspirées de celles de la famille Paynel. L'avion évoque l'Albemarle P1400 du 297e Escadron du 38e Groupe de la Royal Air Force, abattu la nuit du 27 au 28 juillet 1944 et qui s'est écrasé sur le territoire de la commune. Les trois stèles rendent justement hommage aux trois passagers de l'avion décédés lors de ce crash. Enfin, les deux léopards d'or rappellent les armoiries de la Normandie. Officiel depuis février 2024. Auteur(s)Frédéric Hatlas                                |

Pas d'information pour les communes suivantes : Macey (Manche), La Mancellière-sur-Vire, Marcey-les-Grèves, Marcilly (Manche), Margueray, Martigny (Manche), Maupertuis (Manche), Maupertus-sur-Mer, Méautis, Le Mesnil-Amand, Le Mesnil-Amey, Le Mesnil-au-Val, Le Mesnil-Eury, Le Mesnil-Garnier, Le Mesnil-Gilbert, Le Mesnil-Herman, Le Mesnil-Opac, Le Mesnil-Ozenne, Le Mesnil-Rainfray, Le Mesnil-Raoult, Le Mesnil-Rogues, Le Mesnil-Rouxelin, Le Mesnil-Tôve, Le Mesnil-Véneron, Le Mesnil-Vigot, Le Mesnillard, La Meurdraquière, Millières (Manche), Milly, Mobecq, Les Moitiers-en-Bauptois, Montabot, Montaigu-la-Brisette, Montaigu-les-Bois, Montanel, Montbray, Montcuit, Montfarville, Montgardon, Monthuchon, Montjoie-Saint-Martin, Montmartin-en-Graignes, Montrabot, Montsurvent, Montviron, Moon-sur-Elle, Morigny (Manche), Morsalines, Morville (Manche), Moulines (Manche), Muneville-le-Bingard.

- Haut – A
- B
- C
- D
- E
- F
- G
- H
- I
- J
- K
- L
- M
- N
- O
- P
- Q
- R
- S
- T
- U
- V
- W
- X
- Y
- Z

## N
| Blason de Néhou | Blason  | D'or à six macles de gueules, 3, 2 et 1.         |
| Blason de Néhou | Détails | Le statut officiel du blason reste à déterminer. |

| Blason de Notre-Dame-de-Cenilly | Blason  | D'azur aux deux flèches d'argent passées en sautoir, accompagnées, en chef à senestre, de la Vierge de carnation habillée et couronnée d'or tenant, de sa main dextre, un sceptre fleurdelysé du même et soutenant, de son bras senestre, l'enfant Jésus aussi de carnation habillé aussi d'or, au franc-quartier de gueules chargé de deux léopards d'or armés et lampassés aussi de gueules passant l'un sur l'autre. |
| Blason de Notre-Dame-de-Cenilly | Détails | * Il y a là non-respect de la règle de contrariété des couleurs : ces armes sont fautives (gueules sur azur). Création : Bernard Le Ny, adoptée par délibération municipale du 11 décembre 2008. |

Pas d'information pour les communes suivantes : Nay (Manche), Le Neufbourg, Neufmesnil, Neuville-en-Beaumont, Néville-sur-Mer, Nicorps, Notre-Dame-d'Elle, Notre-Dame-de-Livoye, Notre-Dame-du-Touchet, Nouainville
- Haut – A
- B
- C
- D
- E
- F
- G
- H
- I
- J
- K
- L
- M
- N
- O
- P
- Q
- R
- S
- T
- U
- V
- W
- X
- Y
- Z

## O
| Blason de Octeville | Blason  | De sinople au mantel d'argent chargé de deux lettres capitales de sable "O" à dextre, "V" à senestre, au chef de gueules à un léopard d'or armé et lampassé d'azur. |
| Blason de Octeville | Détails | Octeville (à Cherbourg-Octeville) Le statut officiel du blason reste à déterminer.                                                                                  |

| Blason de Orglandes | Blason  | Parti : au 1er de gueules à deux léopards d'or, armés et lampassées d'azur l'un au-dessus de l'autre accompagnés d'une étoile d'or au premier canton, au 2d d'hermine à une tour de gueules ouverte, ajourée et maçonnée de sable, surmontée de trois losanges de gueules rangées en fasce. |
| Blason de Orglandes | Détails | Le statut officiel du blason reste à déterminer. |

| Blason de Ouville | Blason  | D'argent à la croix latine d'azur accostée de deux fleurs de lys du même. |
| Blason de Ouville | Détails | Le statut officiel du blason reste à déterminer.                          |

Pas d'information pour les communes suivantes : Octeville-l'Avenel, Omonville-la-Petite, Orval (Manche), Ozeville
- Haut – A
- B
- C
- D
- E
- F
- G
- H
- I
- J
- K
- L
- M
- N
- O
- P
- Q
- R
- S
- T
- U
- V
- W
- X
- Y
- Z

## P
| Blason de Percy | Blason  | De sable au chef dentelé d'or. |
| Blason de Percy | Détails | Ce blason est emprunté aux armoiries de la famille de Percy (éteinte au XIXe s.), seigneurs de Montchamps, Maisoncelle, etc. Le statut officiel du blason reste à déterminer. |

| Blason de Périers | Blason  | D'argent au poirier arraché de sinople soutenu d'une trangle de gueules, accompagné de deux lions de sable, l'un en chef à senestre, l'autre contourné en pointe à dextre, à la bande d'azur chargée de trois molettes d'éperon d'or brochant sur le tout. |
| Blason de Périers | Détails | Armes parlantes. (poirier) Le statut officiel du blason reste à déterminer. |

| Blason de Picauville | Blason  | D'or à la couronne d'épines de sable accompagnée de trois maillets de sinople ; au chef de gueules chargé d'un léopard d'or. |
| Blason de Picauville | Détails | Le statut officiel du blason reste à déterminer.                                                                             |

| Blason de Pieux (Les) | Blason  | Coupé : au 1) d'azur aux deux jumelles d'argent surmontées d'un lion léopardé du même armé, lampassé et couronné d'or, le fouet de la queue de même, au 2) parti au I d'azur aux trois fasces d'argent, au chevron de gueules brochant sur le tout, au II de gueules aux trois croissants d'argent. |
| Blason de Pieux (Les) | Détails | Le statut officiel du blason reste à déterminer. |

| Blason de Pirou | Blason  | De sinople à la bande d'argent côtoyée de deux cotices du même.                                                                                     |
| Blason de Pirou | Détails | Ce blason est emprunté aux armoiries de la famille de Pirou (éteinte), anciens seigneurs de Pirou. Le statut officiel du blason reste à déterminer. |

| Blason de Pontorson | Blason  | De gueules au pont de trois arches d'argent sur une rivière du même mouvant de la pointe, sommé de deux cygnes adossés aussi d'argent, surmonté d'un écusson d'azur semé de fleurs de lys d'or brisé d'un lambel d'argent. |
| Blason de Pontorson | Détails | Armes parlantes. Le statut officiel du blason reste à déterminer. |

| Blason de Portbail | Blason  | D'azur au chevron abaissé d'or, accompagné de trois étoiles du même rangées en chef et d'un fer de lance d'argent en pointe.                                                                                           |
| Blason de Portbail | Détails | Ce blason est emprunté à la famille Hellouin, anciens seigneurs et partie de Portbail et de Gouey. Le même blason a été adopté par la commune du le Mesnilbus (cf. supra). Adopté par délibération municipale en 1958. |

Pas d'information pour les communes suivantes : Parigny (Manche), La Pernelle, Les Perques, Perriers-en-Beauficel, Le Perron, Le Petit-Celland, Pierreville (Manche), Placy-Montaigu, Le Plessis-Lastelle, Plomb (Manche), Poilley (Manche), Pont-Hébert, Pontaubault, Ponts (Manche), Précey, Précorbin, Prétot-Sainte-Suzanne
- Haut – A
- B
- C
- D
- E
- F
- G
- H
- I
- J
- K
- L
- M
- N
- O
- P
- Q
- R
- S
- T
- U
- V
- W
- X
- Y
- Z

## Q
| Blason de Querqueville | Blason  | De gueules à une chapelle antique trifoliée d'or, au chef cousu d'azur chargé de trois abeilles d'or.                                                                                             |
| Blason de Querqueville | Détails | Le blason fait probablement référence au nom de la ville attesté Kerkevilla au XIIe siècle et comportant l'élément scandinave "kirkja" (église). Le statut officiel du blason reste à déterminer. |

| Blason à dessiner | Blason  | Taillé : au 1er d'azur à l'église du lieu d'argent mouvant du trait de partition, au 2e de gueules au chaudron d'or. |
| Blason à dessiner | Détails | Adopté en 1984. Le chaudron est probablement à rapprocher du nom de la ville attesté Ketelhou au XIIIe siècle et comportant l'anthroponyme scandinave Ketill signifiant "chaudron".                                                                      |
| Blason à dessiner | Alias   | D'argent à l'aigle de gueules becquée et armée d'or, à la bordure de sable chargée de douze besants aussi d'or. Ce blason est emprunté aux armoiries de la famille de Mons (subsistante), seigneurs de Thybosville à Quettehou aux XVIe – XVIIe siècles. |

Pas d'information pour les communes suivantes : Quettetot, Quettreville-sur-Sienne, Quibou, Quinéville
- Haut – A
- B
- C
- D
- E
- F
- G
- H
- I
- J
- K
- L
- M
- N
- O
- P
- Q
- R
- S
- T
- U
- V
- W
- X
- Y
- Z

## R
| Blason de Raids | Blason  | Tiercé en pairle renversé: au 1 de sinople à un dragon d'or, au 2 de gueules à deux léopards d'or, armés et lampassés d'azur, l'un au-dessus de l'autre, au 3 d'argent à la burelle ondée d'azur abaissée surmontée de deux bouquets de deux roseaux à massettes au naturel, accompagnée en pointe d'une burelle ondée d'azur. |
| Blason de Raids | Détails | Créé par JF Binon. Entête de document de la mairie.2025 |

| Blason de Remilly-sur-Lozon | Blason  | Fascé d'or et de gueules, les fasces chargées de seize tourteaux ou besants de l'un en l'autre, ordonnés 3, 3, 3, 3, 3 et 1. |
| Blason de Remilly-sur-Lozon | Détails | Le statut officiel du blason reste à déterminer.                                                                             |

| Blason à dessiner | Blason  | De gueules à la croix alésée dargent pommetée de trois pièces d'or rangées à chaque extrémité. |
| Blason à dessiner | Détails | Le statut officiel du blason reste à déterminer.                                               |

Pas d'information pour les communes suivantes : Rampan, Reffuveille, Regnéville-sur-Mer, Reigneville-Bocage, Réthoville, La Rochelle-Normande, Rocheville, Romagny (Manche), Roncey, La Ronde-Haye, Rouffigny, Rouxeville, Le Rozel
- Haut – A
- B
- C
- D
- E
- F
- G
- H
- I
- J
- K
- L
- M
- N
- O
- P
- Q
- R
- S
- T
- U
- V
- W
- X
- Y
- Z

## S
| Blason de Saint-Amand | Blason  | Fuselé d'argent et de gueules. |
| Blason de Saint-Amand | Détails | Ce blason est emprunté aux armoiries de la famille Grimaldi (de Goyon-Matignon, éteinte, anciens comtes de Torigni), anciens seigneurs de Saint-Amand. Le statut officiel du blason reste à déterminer. |

| Blason de Saint-Christophe-du-Foc | Blason  | D'azur à un hêtre de sinople* sur une terrasse isolée du même, le fût accosté de deux pèlerins affrontés de sable*, accompagné au canton senestre du chef d'un croissant tourné d'or. |
| Blason de Saint-Christophe-du-Foc | Détails | * Il y a là non-respect de la règle de contrariété des couleurs : ces armes sont fautives (sable et sinople sur azur). Le statut officiel du blason reste à déterminer.               |

| Blason de Saint-Denis-le-Vêtu | Blason  | Parti : au 1er coupé au I d'or à la mitre de pourpre, garnie d'argent et enfermée dans une chaîne de sable posée en orle, au II fascé de gueules et d'or de huit pièces, au 2e de sinople à la divise ondée alésée d'azur, bordée d'argent, surmontée de trois pommes feuillées d'or mal ordonnées et soutenue de trois épis de blé empoignés, feuillés et liés d'or; le tout sommé d'un chef ondé de gueules chargé de deux léopards d'or, armés et lampassés d'azur, l'un au-dessus de l'autre, et accostés de deux crosses d'abbé d'argent. Différences entre dessin et blasonnement : la divise est dite bordée, mais ne l'est que sur deux côtés et non sur les quatre. |
| Blason de Saint-Denis-le-Vêtu | Détails | Adopté le 11 octobre 2021. |

| Blason de Saint-Fromond | Blason  | D'argent aux trois fleurs de lys de gueules. |
| Blason de Saint-Fromond | Détails | Ce blason est emprunté aux armoiries de la famille du Hommet (éteinte), anciens seigneurs de Saint-Fromond et de la baronnie du Hommet. Le statut officiel du blason reste à déterminer. |

| Blason de Saint-Georges-d'Elle | Blason  | Tiercé en pairle renversé: au 1 d'azur à la tête de chef indien d'argent, au 2de gueules à deux léopards d'or armés et lampassés d'azur l'un au-dessus de l'autre, au 3 de sinople à saint Georges à cheval d'argent transperçant de sa lance un dragon d'or, brochant sur une trangle ondée d'argent en pointe. |
| Blason de Saint-Georges-d'Elle | Détails | Créé par JF Binon. Page Facebook du Comité d'Animations de la commune, 2025. |

| Blason de Saint-Germain-d'Elle | Blason  | De sinople à la bande ondée abaissée d'azur et bordée d'argent, accompagnée en chef senestre d'une tête de chef indien de profil d'argent, à deux crosses d'or passées en sautoir et brochant en pointe; au franc-quartier de gueules chargé de deux léopards d'or armés et lampassés d'azur. Différences entre dessin et blasonnement : la bande est dite bordée, mais ne l'est que sur deux côtés et non sur les quatre. |
| Blason de Saint-Germain-d'Elle | Détails | Le statut officiel du blason reste à déterminer. |

| Blason de Saint-Gilles | Blason  | D'azur au cerf passant d'argent; au chef cousu* de gueules chargé d'un léopard d'or, armé et lampassé d'azur.                                                                                              |
| Blason de Saint-Gilles | Détails | * Ces armes emploient le terme « cousu » dans le seul but de contrevenir à la règle de contrariété des couleurs : elles sont fautives : gueules sur azur. Le statut officiel du blason reste à déterminer. |

| Blason de Saint-Hilaire-du-Harcouët | Blason  | De gueules à la tour d'argent, maçonnée de sable, accompagnée de trois étoiles d'or rangées en chef. |
| Blason de Saint-Hilaire-du-Harcouët | Détails | Le statut officiel du blason reste à déterminer.                                                     |

| Blason de Saint-Hilaire-Petitville | Blason  | D'argent au bouquet de quatre roseaux au naturel mouvant de trois ondes alésées d'azur et adextré d'un canard au naturel montant en bande et brochant en partie sur les roseaux. |
| Blason de Saint-Hilaire-Petitville | Détails | Conflit héraldique : le dessin ne montre que deux ondes. Le statut officiel du blason reste à déterminer.                                                                        |

| Blason de Saint-James | Blason  | De gueules à la porte d'argent flanquée de deux tours d'or, celle de senestre plus élevée que l'autre, accompagnée de quatre coquilles aussi d'argent, une en chef et trois en pointe . |
| Blason de Saint-James | Détails | Le statut officiel du blason reste à déterminer. |

| Blason de Saint-Jean-de-la-Rivière | Blason  | D'argent aux six roses de gueules 3.2.1.         |
| Blason de Saint-Jean-de-la-Rivière | Détails | Le statut officiel du blason reste à déterminer. |

| Blason de Saint-Jean-le-Thomas | Blason  | D'argent plain au chef de gueules chargé de deux molettes d'éperon du champ. |
| Blason de Saint-Jean-le-Thomas | Détails | Le statut officiel du blason reste à déterminer.                             |

| Blason de Saint-Lô | Blason  | De gueules à une licorne saillante d'argent, au chef cousu d'azur chargé de trois fleurs de lys d'or.                            |
| Blason de Saint-Lô | Détails | Le statut officiel du blason reste à déterminer.                                                                                 |
| Blason de Saint-Lô | Alias   | De gueules à une licorne furieuse d'argent, accornée d'or, au franc-quartier dextre d'azur, chargé d'une étoile rayonnante d'or. |

| Blason de Saint-Lô-d'Ourville | Blason  | D'azur au cygne d'argent becqué et membré de gueules, au chef d'or chargé de trois merlettes de sable.                            |
| Blason de Saint-Lô-d'Ourville | Détails | Ce blason est celui de la famille Durevie, anciens seigneur du fief d'Avarville. Le statut officiel du blason reste à déterminer. |

| Blason de Saint-Malo-de-la-Lande | Blason  | Écartelé : aux 1er et 4e d'or à un lion de gueules, aux 2e et 3e d'argent à deux chevrons d'azur.              |
| Blason de Saint-Malo-de-la-Lande | Détails | Armes de la famille de Bordes de Folligny, dont était issu le dernier seigneur du lieu. Adopté en janvier 2014 |

| Blason de Saint-Marcouf | Blason  | D'azur à deux ancres passées en sautoir celle en barre brochante, les gumènes entrelacées, le tout d'argent, au chef bastillé de cinq pièces aussi d'argent chargé d'un sabre d'abordage de gueules en fasce, la pointe à dextre. |
| Blason de Saint-Marcouf | Détails | Le statut officiel du blason reste à déterminer. |

| Blason de Saint-Martin-d'Aubigny | Blason  | De gueules au lion d'or armé et lampassé d'azur. |
| Blason de Saint-Martin-d'Aubigny | Détails | Le statut officiel du blason reste à déterminer. |

| Blason de Saint-Maurice-en-Cotentin | Blason  | De gueules à l'aigle impériale d'argent empiétant un foudre d'or, surmontée d'une couronne fermée aussi d'or et croisetée du même. |
| Blason de Saint-Maurice-en-Cotentin | Détails | Le statut officiel du blason reste à déterminer.                                                                                   |

| Blason de Saint-Michel-de-Montjoie | Blason  | Coupé-voûté : au 1er de gueules à un léopard d'or armé et lampassé d'azur, au 2d d'azur à deux pics de carrier d'argent emmanchés d'or passés en sautoir. |
| Blason de Saint-Michel-de-Montjoie | Détails | Adopté en avril 2022. |

| Blason de Saint-Pair-sur-Mer | Blason  | D'azur à cinq annelets d'or, ordonnés 3 et 2, soutenus d'une jumelle ondée d'argent. |
| Blason de Saint-Pair-sur-Mer | Détails | Le statut officiel du blason reste à déterminer.                                     |

| Blason de Saint-Pierre-Église | Blason  | Taillé : au premier à la tour de l'église du lieu d'argent maçonnée de sable mouvant du trait de partition, au second de gueules à la croix latine renversée d'or accostée de deux clefs aux anneaux en losange pommetée adossées du même. |
| Blason de Saint-Pierre-Église | Détails | Armes parlantes. (clés de Saint-Pierre) Le statut officiel du blason reste à déterminer. |

| Blason de Saint-Pierre-Langers | Blason  | D'or à la croix de gueules, au chef d'azur chargé de deux étoiles d'argent.                                                         |
| Blason de Saint-Pierre-Langers | Détails | Ce blason est emprunté à la famille L'Empereur, seigneurs de Saint-Pierre-Langers. Le statut officiel du blason reste à déterminer. |

| Blason de Saint-Pois | Blason  | Tiercé en pairle renversé; au 1 de gueules à deux léopards d'or, armés et lampassés d'azur l'un au-dessus de l'autre, au 2 d'or à un chêne de sinople, futé et fruité de tenné, au 3 d'azur à trois fasces ondées d'argent. |
| Blason de Saint-Pois | Détails | Créé par JF Binon. Adopté le 14 mars 2019. |

| Blason de Saint-Sauveur-la-Pommeraye | Blason  | Écartelé d’argent à une pomme de gueules feuillée d'une pièce du même et d'or plain ; à la croix de gueules brochant sur la partition, la traverse chargée d'un léopard aussi d'or armé et lampassé d'azur. |
| Blason de Saint-Sauveur-la-Pommeraye | Détails | Armes parlantes. (pommes) Le statut officiel du blason reste à déterminer. |

| Blason de Saint-Sauveur-le-Vicomte | Blason  | De gueules aux deux fasces accompagnées d'un château de trois tours en cœur et de six bars adossés et accolés deux à deux, quatre en chef et deux en pointe, le tout d'or.                                                     |
| Blason de Saint-Sauveur-le-Vicomte | Détails | Ce blason est inspiré des armoiries de la famille de Harcourt (subsistante), anciens seigneurs de la baronnie de Saint-Sauveur, et qui porte : de gueules à deux fasces d'or. Le statut officiel du blason reste à déterminer. |

| Blason de Saint-Senier-sous-Avranches | Blason  | Taillé : au premier de gueules à la main dextre appaumée d'argent, au second mi-taillé d'azur aux deux fasces d'argent accompagnées de neuf merlettes contournées du même ordonnées 3, 3 et 3, celles de la pointe ordonnées 2 et 1. |
| Blason de Saint-Senier-sous-Avranches | Détails | Le statut officiel du blason reste à déterminer. |

| Blason à dessiner | Blason  | Parti d'azur à la tour de Tatihou d'or ouverte et ajourée de sable et de sable à la tour de la Hougue aussi d'or ouverte et ajourée aussi de sable sur une mer d'azur ondée de sable et d'azur de l'un en l'autre ; enté d'argent à l'ancre de gueules ; le tout sommé d'un chef de gueules chargé de deux léopards adossés d'or,. |
| Blason à dessiner | Détails | Officiel. |

| Blason de Sainte-Croix-Hague | Blason  | De gueules aux trois losanges d'argent surmontées d'une demi-losange du même mouvant du chef. |
| Blason de Sainte-Croix-Hague | Détails | Le statut officiel du blason reste à déterminer.                                              |

| Blason de Sainte-Marie-du-Mont | Blason  | D'or au gousset d'azur chargé d'une épée d'argent surmontée d'un drakkar du même, la voile surchargée d'un léopard de gueules, ledit gousset accosté de deux fleurs de lys du même.            |
| Blason de Sainte-Marie-du-Mont | Détails | Ce blason est inspiré de celui de la famille Aux Épaules (éteinte), anciens seigneurs du lieu, qui portait de gueules à la fleur-de-lis d'or. Le statut officiel du blason reste à déterminer. |

| Blason de Sainte-Mère-Église | Blason  | D'azur à une église d'argent, couverte d'or et surmontée de deux étoiles sautant en parachute aussi d'argent, l'église chargée des lettres Alpha et Oméga capitales de sable et posée sur une champagne de gueules chargée d'un léopard aussi d'or                                                                     |
| Blason de Sainte-Mère-Église | Détails | Armes parlantes. Ce blason est inspiré de l'épisode de la libération de cette bourgade le 6 juin 1944 par les troupes alliées (dessin de Robert Louis). * Il y a là non-respect de la règle de contrariété des couleurs : ces armes sont fautives (gueules sur azur). Le statut officiel du blason reste à déterminer. |

| Blason de Sainte-Pience | Blason  | Coupé : au 1er parti au I d'azur à l'épée renversée d'argent brochant sur deux crosses d'or passées en sautoir, au II d'or au chêne au naturel, au 2e de gueules à deux léopards d'or, armés et lampassé d'azur, l'un au-dessus de l'autre. Différences entre dessin et blasonnement : Le chêne est dessiné "arraché", ce qui n'est pas dit.. |
| Blason de Sainte-Pience | Détails | Le statut officiel du blason reste à déterminer. |

| Blason de Sartilly | Blason  | De sinople au cheval d'argent surmonté d'une coquille d'or. |
| Blason de Sartilly | Détails | Le statut officiel du blason reste à déterminer.            |

| Blason de Saussemesnil | Blason  | Taillé : au premier d'azur au pot à une anse au naturel senestré, en chef, d'une lettre S capitale de gueules °, au second de sinople aux deux peupliers arrachés au naturel rangés en barre, celui du chef plus épais, adextrés, en pointe, d'une lettre R capitale de gueules °, le tout soutenu d'une plaine d'azur ° ; au bâton en barre de gueules ° brochant sur la partition. |
| Blason de Saussemesnil | Détails | * Il y a là non-respect de la règle de contrariété des couleurs : ces armes sont fautives ( gueules sur azur, gueules sur sinople; azur sur sinople; gueules sur azur et sinople). Le premier du taillé est meublé du S de Saussemesnil et d'une cruche en terre cuite rappelant l'activité des potiers des XVIIIe – XXe siècle dans cette commune. Le second est meublé d'arbres évoquant sans doute l'ancienne forêt de Brix avec le R de Ruffosse, village important de la commune, doté d'une église paroissiale. Le statut officiel du blason reste à déterminer. |

| Blason de Saussey | Blason  | D'hermine au chef de gueules chargé de trois besants d'or. |
| Blason de Saussey | Détails | Le statut officiel du blason reste à déterminer.           |

| Blason de Savigny | Blason  | De sable à la fasce d’argent accompagnée de trois merlettes du même. |
| Blason de Savigny | Détails | Il s'agit du blason de la famille Le Maître, seigneurs de Savigny au XVIe siècle, époque à laquelle ils le firent sculpter sur un pilier du transept de l'église Notre-Dame dont ils avaient le patronage. Le statut officiel du blason reste à déterminer. |

| Blason de Savigny-le-Vieux | Blason  | D'or à la tige de fougère feuillée de sept pièces de sinople, une lettre S capitale de sable brochant en pointe sur la tige, au chef ondé de gueules chargé de deux léopards affrontés du champ. |
| Blason de Savigny-le-Vieux | Détails | Le statut officiel du blason reste à déterminer. |

| Blason de Sotteville | Blason  | Parti : au 1er d'argent à deux clés de sable passées en sautoir, au 2d d'azur à un cygne essorant d'argent becqué et membré de gueules ; au chef ondé de gueules, chargé de deux léopards affrontés d'or, armés et lampassés d'azur. |
| Blason de Sotteville | Détails | Création Jean-François Binon, adoptée le 17 décembre 2020. |

| Blason de Sottevast | Blason  | Parti : au 1) d'argent au soleil non figuré de gueules à huit rayons droits ; au 2) mi-parti d'argent aux deux bandes de gueules accompagnées de sept coquilles de même 1.3.3. |
| Blason de Sottevast | Détails | Le statut officiel du blason reste à déterminer. |

| Blason de Sourdeval | Blason  | D'or fretté de sable au franc-quartier de même. |
| Blason de Sourdeval | Détails | Ce blason est emprunté (ressemble ?) aux armoiries de la famille de Verdun (subsistante), anciens seigneurs de la baronnie de Sourdeval. le 1er janvier 2016, la commune de Vengeons a fusionné avec la commune de Sourdeval pour former la commune nouvelle de Sourdeval. Ce blason est-il conservé pour la nouvelle commune? |

| Blason de Subligny | Blason  | Parti d'argent et de gueules, à deux pointes de l'un en l'autre mouvant du chef.     |
| Blason de Subligny | Détails | Armes de la famille de Subligny. Création Denis Joulain, adoptée le 28 janvier 2021. |

Pas d'information pour les communes suivantes : Sacey, Saint-André-de-Bohon, Saint-André-de-l'Épine, Saint-Aubin-de-Terregatte, Saint-Aubin-des-Préaux, Saint-Aubin-du-Perron, Saint-Barthélemy (Manche), Saint-Brice (Manche), Saint-Brice-de-Landelles, Saint-Clair-sur-l'Elle, Saint-Clément-Rancoudray, Saint-Côme-du-Mont, Saint-Cyr (Manche), Saint-Cyr-du-Bailleul, Saint-Denis-le-Gast, Saint-Ébremond-de-Bonfossé, Saint-Floxel, Saint-Georges-de-Bohon, Saint-Georges-de-la-Rivière, Saint-Georges-de-Livoye, Saint-Georges-de-Rouelley, Saint-Georges-Montcocq, Saint-Germain-de-Tournebut, Saint-Germain-le-Gaillard (Manche), Saint-Germain-sur-Ay, Saint-Germain-sur-Sèves,Saint-Jean-de-Daye, Saint-Jean-de-la-Haize, Saint-Jean-de-Savigny, Saint-Jean-des-Baisants, Saint-Jean-des-Champs, Saint-Jean-du-Corail, Saint-Jean-du-Corail-des-Bois, Saint-Jores, Saint-Joseph (Manche), Saint-Laurent-de-Cuves, Saint-Laurent-de-Terregatte, Saint-Louet-sur-Vire, Saint-Loup (Manche), Saint-Martin-de-Bonfossé, Saint-Martin-de-Cenilly, Saint-Martin-de-Landelles, Saint-Martin-de-Varreville, Saint-Martin-des-Champs (Manche), Saint-Martin-le-Bouillant, Saint-Martin-le-Gréard, Saint-Martin-le-Hébert, Saint-Maur-des-Bois, Saint-Michel-de-la-Pierre, Saint-Nicolas-de-Pierrepont, Saint-Nicolas-des-Bois (Manche), Saint-Ovin, Saint-Patrice-de-Claids, Saint-Pellerin (Manche), Saint-Pierre-d'Arthéglise, Saint-Pierre-de-Coutances, Saint-Pierre-de-Semilly, Saint-Planchers, Saint-Pois, Saint-Quentin-sur-le-Homme, Saint-Rémy-des-Landes, Saint-Romphaire, Saint-Samson-de-Bonfossé, Saint-Sauveur-de-Pierrepont, Saint-Sauveur-Lendelin, Saint-Sébastien-de-Raids, Saint-Senier-de-Beuvron, Saint-Symphorien-des-Monts, Saint-Symphorien-le-Valois, Saint-Vigor-des-Monts, Sainte-Cécile (Manche), Sainte-Colombe (Manche), Sainte-Geneviève (Manche), Sainte-Marie-du-Bois (Manche), Sainte-Suzanne-sur-Vire, Sainteny, Sébeville, Sénoville, Servigny, Servon (Manche), Sideville, Siouville-Hague, Sortosville, Sortosville-en-Beaumont, Soulles, Sourdeval-les-Bois, Surtainville
- Haut – A
- B
- C
- D
- E
- F
- G
- H
- I
- J
- K
- L
- M
- N
- O
- P
- Q
- R
- S
- T
- U
- V
- W
- X
- Y
- Z

## T
| Blason de Teilleul (Le) | Blason  | D'azur à trois fers à cheval d'argent.           |
| Blason de Teilleul (Le) | Détails | Le statut officiel du blason reste à déterminer. |

| Blason de Tessy-sur-Vire | Blason  | De gueules au pont de trois arches d'argent maçonné de sable posé sur des ondes d'azur mouvant de la pointe.                                                   |
| Blason de Tessy-sur-Vire | Détails | * Il y a là non-respect de la règle de contrariété des couleurs : ces armes sont fautives (gueules sur azur). Le statut officiel du blason reste à déterminer. |

| Blason de Torigni-sur-Vire | Blason  | D'azur au château d'argent donjonné de deux tours enflammées du même. |
| Blason de Torigni-sur-Vire | Détails | Armes parlantes. Forme "rébus"=Tour+ignis=tours en flamme. Mais Torigni vient du bas latin:Toriniacum, domaine de Taurin.) Le statut officiel du blason reste à déterminer. |

| Blason de Tourlaville | Blason  | D'azur à une tour d'argent, au chevron d'or brochant sur le tout. |
| Blason de Tourlaville | Détails | Armes parlantes. évocation directe : Tour-la-ville. (Mais Tourlaville vient du scandinave : Torlachvilla, domaine de Torlack.) Le statut officiel du blason reste à déterminer. |

| Blason de Tréauville | Blason  | Coupé : au premier d'azur aux deux jumelles d'argent surmontées d'un lion léopardé du même armé, lampassé et couronné d'or, le fouet de la queue du même (famille Basan de Flamanville, anciens seigneurs) ; au second d'argent au chef de gueules, au pal de sable brochant accosté de deux demi-vols adossés aussi de gueules. |
| Blason de Tréauville | Détails | Ce blason est inspiré de ceux de la famille, en 1, Basan de Flamanville (éteinte), seigneurs de Tréauville en partie (marquisat de Flamanville) ; et en 2, de la famille Le Pelley (éteinte), seigneurs de la Houssaye, à Tréauville. Le statut officiel du blason reste à déterminer.                                           |

| Blason de Trinité (La) | Blason  | D'azur à la fasce d'or chargée d'un tourteau de sable accosté de deux coquilles de gueules, accompagnée, en chef à senestre, d'une fleur de lys aussi d'or et, en pointe, d'un lion d'argent tenant une hallebarde d'or. |
| Blason de Trinité (La) | Détails | Le statut officiel du blason reste à déterminer. |

Pas d'information pour les communes suivantes : Taillepied, Tamerville, Tanis (Manche), Le Tanu, Teurthéville-Bocage, Teurthéville-Hague, Le Theil (Manche), Théville, Tirepied, Tollevast, Tonneville, Tourville-sur-Sienne, Trelly, Tribehou, Troisgots, Turqueville
- Haut – A
- B
- C
- D
- E
- F
- G
- H
- I
- J
- K
- L
- M
- N
- O
- P
- Q
- R
- S
- T
- U
- V
- W
- X
- Y
- Z

## U
| Blason de Urville-Nacqueville | Blason  | De gueules au léopard d'or armé et lampassé du champ, surmonté de deux lettres U et N capitales gothiques aussi d'or. |
| Blason de Urville-Nacqueville | Détails | Le statut officiel du blason reste à déterminer.                                                                      |

Pas d'information pour les communes suivantes : Urville (Manche)
- Haut – A
- B
- C
- D
- E
- F
- G
- H
- I
- J
- K
- L
- M
- N
- O
- P
- Q
- R
- S
- T
- U
- V
- W
- X
- Y
- Z

## V
| Blason de Valcanville | Blason  | De gueules à la bande cousue d'azur chargée de trois ponts droits à deux arches d'argent, en perspective cavalière et posés à plomb, accompagnée en chef d'une croix de Malte du même et en pointe de deux coquilles d'or rangées en bande. |
| Blason de Valcanville | Détails | Conflit héraldique : le dessin représenté ne correspond pas au blasonnement. Le statut officiel du blason reste à déterminer. |

| Blason de Valognes | Blason  | D'azur au lynx courant d'argent, accompagné de deux épis de blé, un à dextre, un à senestre, en pal, d'or, et surmonté de deux autres épis de blé, en sautoir, du même. |
| Blason de Valognes | Détails | Le statut officiel du blason reste à déterminer. |

| Blason de Vasteville | Blason  | De gueules aux trois chevrons d'argent. |
| Blason de Vasteville | Détails | Attribution douteuse. Ce blason est le blason familial de la famille Lucas dont le nom évolué au cours du temps et au fil des fiefs (Lucas de Néhou, Lucas de Saint Luc ...) il s'agit actuellement de la famille Lucas de Couville ' (subsistante) ; dommage, cependant que généawiki, cité en source, ne donne pas de source. Le site officiel de la mairie utilise en revanche un logo représentant une « mouette en forme de V ». Le statut officiel du blason reste à déterminer. |

| Blason de Vengeons | Blason  | Coupé mi-parti en chef: au 1 de gueules à deux léopards d'or, armés et lampassés d'azur, l'un au-dessus de l'autre, au 2 d'or à deux navettes de tisserand de gueules, leur bobine du champ, passées en sautoir, au 3 de sinople au chevron versé d'argent et à un crosseron d'or brochant |
| Blason de Vengeons | Détails | Le 1er janvier 2016, la commune de Vengeons a fusionné avec la commune de Sourdeval pour former la commune nouvelle de Sourdeval. Créé par JF Binon. |

| Blason de Vengeons | Blason  | Coupé mi-parti en chef: au 1 de gueules à deux léopards d'or, armés et lampassés d'azur, l'un au-dessus de l'autre, au 2 d'or à deux navettes de tisserand de gueules, leur bobine du champ, passées en sautoir, au 3 de sinople au chevron versé d'argent et à un crosseron d'or brochant |
| Blason de Vengeons | Détails | Le 1er janvier 2016, la commune de Vengeons a fusionné avec la commune de Sourdeval pour former la commune nouvelle de Sourdeval. Créé par JF Binon. |

| Blason de Villedieu-les-Poêles | Blason  | Parti d'argent à la croix alésée de gueules et d'or aux dix-huit billettes de sable posées, 4,5,4,3,2, surmonté d'un chef d'azur à la croix alésée d'argent. |
| Blason de Villedieu-les-Poêles | Détails | Ces armoiries sont une création librement interprétée à partir d'un vestige conservé à la Mairie de Villedieu : une clef d'arc en granit armoriée et datée de 1696 provenant sans doute de l'ancienne commanderie, où comme l'indique Édouard Le Héricher, de l'ancien Pont-de-Pierre, que fit réparer le commandeur de Rochechouart en 1696, en même temps que d'autres travaux faits dans « l'île Billeheust ». La composition originale comprend deux écus ovales accolés. Le premier orné d'une croix. Le second de billette et d'un chef possédant une croix. Il s'agit en fait des deux écus accolés de l'ordre de Saint-Jean de Jérusalem (de gueules à la croix d'argent) et de celles de frère de Rochechouart, commandeur de Villedieu à cette époque (de gueules à trois fasces nébulées d’argent, au chef de gueules à la croix d'argent). Ce chef, avec le collier de Malte et la croix de Malte comme ornement était ajouté au blason familial des frères profès. Sur la pierre armoriée, ces fasces nébulées sont nettement reconnaissables. Le statut officiel du blason reste à déterminer. |

| Blason de Villiers-Fossard | Blason  | D'azur au chevron d'or accompagné de trois aigles d'argent, à la bordure aussi d'or.                                                                       |
| Blason de Villiers-Fossard | Détails | Ce blason est inspiré de celui de la famille Le Jolis de Villiers, anciens seigneurs de Villiers-Fossard. Le statut officiel du blason reste à déterminer. |

Pas d'information pour les communes suivantes : Vains, Le Val-Saint-Père, Le Valdécie, Varenguebec, Varouville, Le Vast, Vaudreville, Vaudrimesnil, La Vendelée,Ver (Manche), Vergoncey, Vernix, Vesly (Manche), Vessey, Les Veys, Le Vicel, Videcosville, Vidouville, Vierville (Manche), Villebaudon, Villechien, Villiers-le-Pré, Vindefontaine, Virandeville, Virey, Le Vrétot

## Y
| Blason de Yquelon | Blason  | D'azur à l'église du lieu d'argent ouverte et ajourée de sable, au chef d'or chargé de trois coquilles de gueules. |
| Blason de Yquelon | Détails | Le statut officiel du blason reste à déterminer.                                                                   |